# Kæde (mekanik)
 For alternative betydninger, se Kæde. (Se også artikler, som begynder med Kæde)
En kæde er en teknisk anordning som består af et antal sammenføjne led. Kæder anvendes blandt andet i hejseværk eller for at overføre kraft fra et maskinelement til et andet (transmissionskæder) eller for at fastgøre forskellige genstande. En kraftig kæde, eksempelvis til fastgørelse af skibe, kaldes en 'kætting'.

## Rullekæder
Rullekæden er en type lukket ledkæde, der sædvanligvis benyttes til kraftoverførsel mellem maskinelementer. Den måske mest almindelige rullekæde anvendes til cykler.